# باربرا لين
باربرا لين (بالإنجليزية: Barbara Lynn)‏ هي عازفة قيثارة وموسيقية ومغنية مؤلفة ومغنية أمريكية، ولدت في 16 يناير 1942 في بومونت في الولايات المتحدة.

## وصلات خارجية
- باربرا لين على موقع IMDb (الإنجليزية)
- باربرا لين على موقع ميوزك برينز (الإنجليزية)
- باربرا لين على موقع أول ميوزيك (الإنجليزية)
- باربرا لين على موقع ديسكوغز (الإنجليزية)
- باربرا لين على موقع ديسكوغز (الإنجليزية)